# Dariusz Adler
Dariusz Piotr Adler (ur. 30 stycznia 1965 w Warszawie, zm. 17 marca 2018 w Belfaście) – polski urzędnik konsularny; konsul generalny w Edynburgu (2013–2017) i Belfaście (2017–2018).

## Życiorys
W 1994 ukończył studia w Instytucie Stosunków Międzynarodowych Uniwersytetu Warszawskiego, a w 1996 studia podyplomowe handlu zagranicznego w Szkole Głównej Handlowej.
Pracę zawodową rozpoczął w 1995 w Programie Pharowskim 022. W 1996 został przyjęty do Departamentu Polityki Bezpieczeństwa Ministerstwa Spraw Zagranicznych, gdzie zajmował się kwestiami współpracy z NATO. Po roku przeszedł do Sekretariatu Ministra SZ. W 1999 objął stanowisko wicekonsula w Konsulacie Generalnym RP w Chicago. Po powrocie w 2004 trafił do Departamentu Konsularnego i Polonii MSZ. W 2006 objął stanowisko kierownika działu opieki konsularnej w Konsulacie Generalnym w Londynie, po trzech latach awansowany na kierownika Wydziału Konsularnego Ambasady RP w Londynie (w skład której został wcielony Konsulat Generalny). Po powrocie do kraju został naczelnikiem Wydziału Paszportowo-Wizowego MSZ. W latach 2013–2017 był konsulem generalnym w Edynburgu. W 2017 zostało mu powierzone kierownictwo nowo powstałego Konsulatu Generalnego w Belfaście. Zmarł w trakcie kadencji 17 marca 2018. Posiadał stopień radcy-ministra.
Znał angielski i rosyjski. Był żonaty, posiadał dwoje dzieci.